# Partit Socialista Hongarès dels Treballadors
El Partit Socialista Hongarès dels Treballadors (en hongarès: Magyar Szocialista Munkáspárt, MSZMP) fou el partit polític que va governar la República Popular d'Hongria després de la reorganització del Partit Hongarès dels Treballadors fruit, entre altres qüestions, a la Revolució hongaresa de 1956.

## Història
El Partit Hongarès dels Treballadors, després d'una forta crisi interna i de la pròpia Revolució hongaresa de 1956, es va dissoldre el 30 d'octubre del mateix any per donar pas al nou Partit Socialista Hongarès dels Treballadors, que es va fundar oficialment l'1 de novembre per iniciativa del Primer Ministre Imre Nagy.
Des del 4 de novembre de 1956 fou dirigit per János Kádár, qui va mantenir el partit sota l'òrbita de la Unió Soviètica tot i les reticències de la facció de Nagy, que apostava per la sortida del bloc de Varsòvia i la neutralitat d'Hongria.
Després d'una llarga etapa de certa estabilitat, davant els enormes canvis que s'estaven accelerant en el camp socialista que amenaçava amb esberlar-se, la majoria de la direcció, tot i l'oposició del Secretari General Károly Grósz, van impulsar la reorientació socialdemòcrata del partit, per tal d'homologar-se a nivell europeu. Així, crearien el Partit Socialista Hongarès, que seria el successor legal del MSZMP, adquirint els seus actius i militants, mentre que el sector de Grósz fundaria el Partit dels Treballadors (MM).

## Resultats electorals

### Assemblea Nacional
| Any  | Líder       | Vots                             | %                                | Escons    | +/– | Pos. | Govern  |
| ---- | ----------- | -------------------------------- | -------------------------------- | --------- | --- | ---- | ------- |
| 1958 | János Kádár | Dins del Front Popular Patriòtic | Dins del Front Popular Patriòtic | 276 / 338 | 70  | = 1r | Majoria |
| 1963 | János Kádár | Dins del Front Popular Patriòtic | Dins del Front Popular Patriòtic | 252 / 298 | 24  | = 1r | Majoria |
| 1967 | János Kádár | Dins del Front Popular Patriòtic | Dins del Front Popular Patriòtic | 259 / 349 | 7   | = 1r | Majoria |
| 1971 | János Kádár | Dins del Front Popular Patriòtic | Dins del Front Popular Patriòtic | 224 / 352 | 35  | = 1r | Majoria |
| 1975 | János Kádár | Dins del Front Popular Patriòtic | Dins del Front Popular Patriòtic | 215 / 352 | 9   | = 1r | Majoria |
| 1980 | János Kádár | Dins del Front Popular Patriòtic | Dins del Front Popular Patriòtic | 252 / 352 | 37  | = 1r | Majoria |
| 1985 | János Kádár | Dins del Front Popular Patriòtic | Dins del Front Popular Patriòtic | 288 / 387 | 36  | = 1r | Majoria |

## Líders del Partit

### Secretari General
|   | Foto                                           | Nom                      | Mandat                | Mandat             | Càrrec                            | Notes                                        |
| - | ---------------------------------------------- | ------------------------ | --------------------- | ------------------ | --------------------------------- | -------------------------------------------- |
| 1 |                                                | János Kádár (1912–1989)  | 1 de novembre de 1956 | 22 de maig de 1988 | Primer Secretari                  | També Primer Ministre (1956–1958, 1961–1965) |
| 1 | Secretari General (des del 28 de març de 1985) | János Kádár (1912–1989)  | 1 de novembre de 1956 | 22 de maig de 1988 |                                   | També Primer Ministre (1956–1958, 1961–1965) |
| 2 |                                                | Károly Grósz (1930–1996) | 22 de maig de 1988    | 26 de juny de 1989 | També Primer Ministre (1987–1988) |                                              |

### Presidència del Comitè Executiu Polític
|   | Foto | Nom                     | Mandat             | Mandat              | Càrrec               |
| - | ---- | ----------------------- | ------------------ | ------------------- | -------------------- |
| 1 |      | Rezső Nyers (1923–2018) | 26 de juny de 1989 | 7 d'octubre de 1989 | President del Partit |

## Congressos
| Congrés                | Dates                                   | Notes |
| ---------------------- | --------------------------------------- | --- |
| VII. Congrés           | 30 de novembre al 5 de desembre de 1959 | S'aproven les Directives per al 2n Pla Quinquennal (1961-1965), confirmant el camí cap a la industrialització del país amb nous criteris.             |
| VIII. Congrés          | 20 al 24 de novembre de 1962            | Es va declarar que s'havien construït les bases del socialisme a Hongria.                                                                             |
| IX. Congrés            | 28 de novembre al 3 de desembre de 1966 | Es van aprovar les directrius del 3r Pla Quinquennal (1966-1970) i els principis bàsics de reforma del mecanisme econòmic.                            |
| X. Congrés             | 23 al 27 de novembre de 1970            | Es van aprovar les Directives per al 4t Pla Quinquenal (1971-1975)                                                                                    |
| XI. Congrés            | 17 al 22 de març de 1975                | Van determinar els objectius de desenvolupament del país per als propers 10-15 anys i van aprovar els objectius per al 5è Pla Quinquennal (1976-1980) |
| XII. Congrés           | 24 al 27 de març de 1980                | Van plantejar la tasca d'enfortir les relacions de producció socialistes, i van aprovar els objectius del 6è Pla Quinquennal (1981-1986)              |
| XIII. Congrés          | 25 al 28 de març de 1985                | S'estableix l'objectiu de construir una societat socialista desenvolupada. S'aprova tanmateix el 7è Pla Quinquennal (1986-1990)                       |
| XIV. Congrés (oficial) | 6 al 9 d'octubre de 1989                | La facció reformista reorganitza el MSZMP en el nou Partit Socialista.                                                                                |
| XIV. Congrés           | 17 al 18 de desembre de 1989            | El sector comunista funda el Partit dels Treballadors.                                                                                                |